# National Institute of Informatics

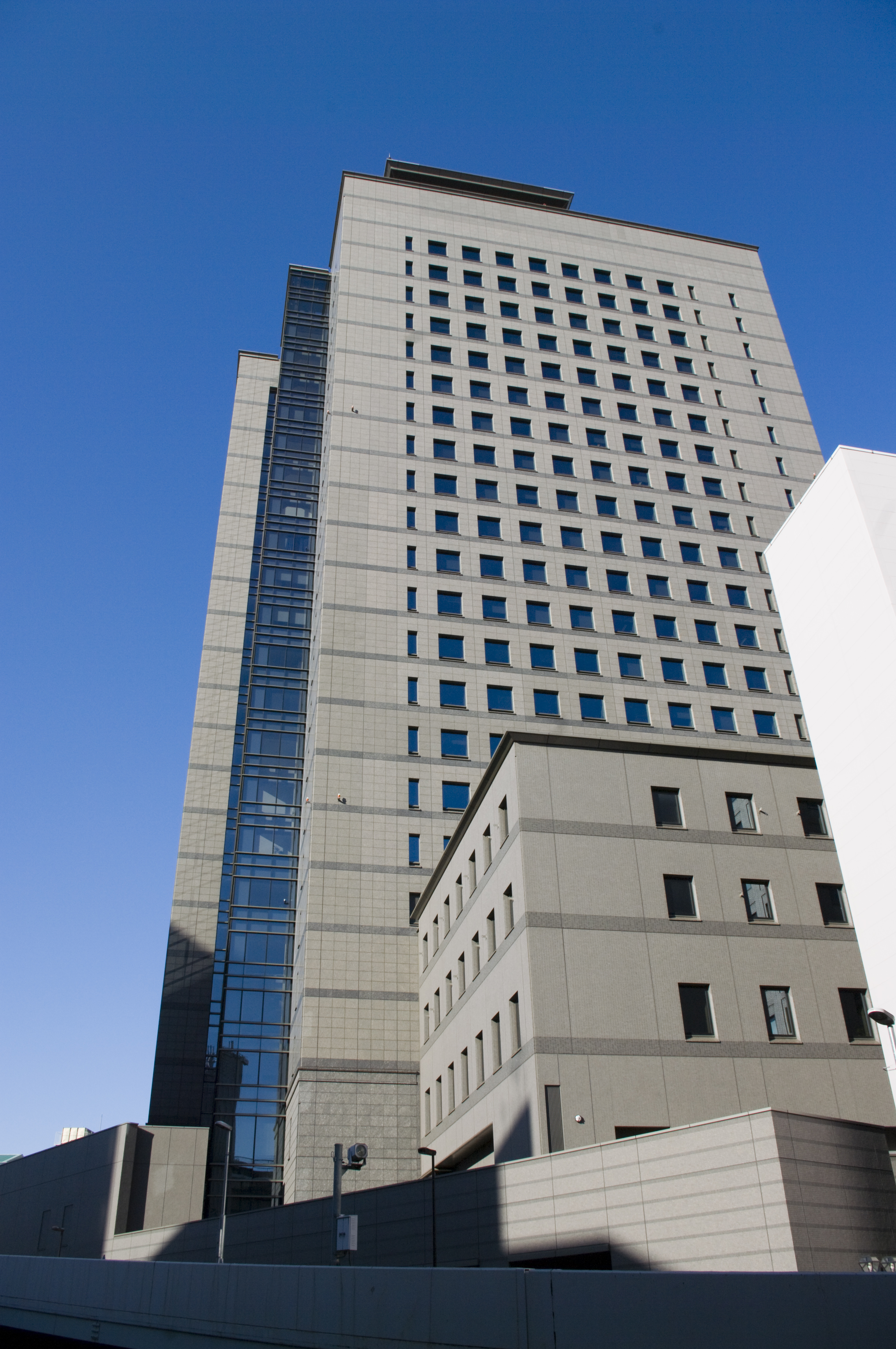
Das Allgemeine Wissenschaftszentrum in Tokyo, Sitz des NII.

Das National Institute of Informatics (NII; japanisch 国立情報学研究所, Kokuritsu jōhōgaku kenkyūsho) ist eine Einrichtung der Staatlichen Interuniversitären Forschungseinrichtungen in Japan.

## Geschichte
1973 beschloss das Kultusministerium ein „Verbessertes System für die Zirkulation akademischer Information“. Das führte 1976 zur  Errichtung des „Research  Center for Library and Information Science (RCLIS)“ an der Universität Tokyo. 1983 wurde das RCLIS reorganisiert und hieß nun „Center for Bibliographic Information“, war aber wie bisher an der Universität Tokyo angegliedert.
1986 wurde das Center for Bibliographic Information neu organisiert als „National Center for Science Information Systems (NACSIS)“ und aus der Universität Tokyo herausgelöst. 1987 wurde das „Science Information Network (SINET)“ in Betrieb genommen, dazu der Katalog-Dienst NACSIS-IR. 1997 wurde das Seminar-Gebäude in Karuizawa (Präfektur Nagano) aus dem Vermächtnis Inose Hiroshis, dem ersten Direktor des NACSIS, in Betrieb genommen.
2000 erfolgte die bisher letzte Neuorganisation: das NACSIS ging im „National Institute of Informatics (NII)“ auf, das im „Allgemeinen Wissenschaftszentrum“ (学術総合センタ－, Gakujutsu sogō sentā) in der Nähe des Kaiserpalastes die obersten zehn Stockwerke erhielt.

## Gliederung und Aufgaben

### Forschung und Ausbildung
- Grundlagen der Informationsforschung
- Architektur von Informationssystemen
- Digitale Inhalte und Medienwissenschaft
- Information und Gesellschaft
- Graduierten-Ausbildung

### Betriebliche Aufgaben
- Akademischer Informationsdienst
- Science Information Network (SINET)

## Organisation (2015)
- 1 Direktor, 2 Stv. Direktoren
- 31+14 Professoren, 33+8 Assoziierte Professoren, 2 Lektoren, 12+14 Assistenz-Professoren (Festangestellte + Zeitstellen)
- 56 Sonstige Mitarbeiter
- Insgesamt 160 Personen

## Budget
- 11.681.421.000 Yen (90 % vom Staat für staatliche Aufgaben, 10 % vermischte Einnahmen und Ausgaben)

## Sonstiges
- Wolfgang Wahlster ist seit 2007 Mitglied des zwölfköpfigen Beratergremiums.
- Mit dem DAAD besteht seit Dezember 2009 ein Abkommen zur Zusammenarbeit.